# Чарлстаун (Сент-Китс и Невис)
Чарлстаун (англ. Charlestown) — город в государстве Сент-Китс и Невис, крупнейший город на острове Невис, его политический и экономический центр. Чарлстаун лежит в самой середине западного побережья острова, между фортами Форт-Чарлс и Форт-Блэк-Рокс. Многочисленные землетрясения, неоднократно приносившие немалый ущерб городским кварталам, привели к формированию здесь особого архитектурного стиля — большинство старых домов города построены на каменном основании, но с деревянными конструкциями верхних этажей — такой «композит» гораздо более устойчив к сейсмической активности.
Чарлстаун изначально назывался Бат-Бей, в честь Бат-Стрим, ручья известного своими целебными свойствами.
Население 1820 человек на 2023 год. Из достопримечательностей: Исторический музей Невиса, Музей Горацио Нельсона, Еврейское кладбище, здание постройки 1684 года (которое, как считают ученые, служило местом расположения первой синагоги в бассейне Карибского моря), Дом суда (1825 года), объекты туристической сферы.
В Чарлстауне родился государственный деятель и видный деятель войны за независимость США Александр Гамильтон.